# Estación de Seclin
La estación de Seclin es una estación ferroviaria francesa, de la línea férrea París-Lille, situada en la comuna de Seclin, en el departamento de Norte y por ella transitan únicamente trenes regionales. 

## Situación ferroviaria
La estación se encuentra en el punto kilométrico 239,350 de la línea férrea París-Lille. Antiguamente formaba parte también de la línea férrea Templeuve - Don-Sainghin cerrada en 1976 y desmantelada poco después. 

## Historia
Fue abierta por la Compañía de Ferrocarriles del Norte en 1846. 
Entre 1997 y 2001 la estación fue totalmente renovada. Se añadió además un aparcamiento para bicicletas y monitores informativos.

## La estación
La estación se compone de dos andenes, uno lateral y dos centrales, al que acceden cinco vías. El cambio de vía se realiza gracias a un paso subterráneo. Dispone de atención comercial de lunes a sábado. 

## Servicios ferroviarios

### Regionales
Los siguientes trenes regionales transitan por la estación:
- Línea Douai - Lille.
- Línea Arras - Lille.
- Línea Lens - Lille.
- Línea Libercourt - Lille.